# Кван, Нэнси
Нэнси «Ка-Шен» Кван (англ. Nancy «Ka-shen» Kwan, кит. трад. 關家蒨, пиньинь Guān Jiāqiàn, палл. Гуань Цзяцянь, род. 19 мая 1939) — американская актриса китайского происхождения, уроженка Гонконга, секс-символ 1960-х.

## Биография
Нэнси Кван родилась в семье кантонского архитектора Кван Винг-Хонга (кит. трад. 關永康, пиньинь Guān Yǒngkāng, палл. Гуань Юнкан) и его супруги Маркиты Скотт, фотомодели с британскими (английскими и шотландскими) корнями Помимо неё в семье уже был ребёнок — её старший брат Ка-Кеунг.
В 1941 году в страхе перед японским вторжением в Гонконг во время Второй мировой войны, Винг Хонг перевез детей в Северный Китай, где они оставались последующие пять лет до окончания войны После возвращения домой, Кван с братом остались на попечении отца, так как их мать подала на развод и, бросив семью, бежала в Англию. Винг Хонг затем во второй раз женился на китаянке, в результате чего у Кван появилось ещё пять братьев. Начальное образование Кван получила в монастырской школе Мэрикнолл, после чего обучалась в английской школе-интернате танцам. Её желание стать танцовщицей привело её в Королевскую балетную школу в Лондоне, где она ежедневно проводила не менее четырёх часов. После получения образования, Кван много путешествовала, жила во Франции, Италии и Швейцарии, а затем вернулась в Гонконг.
В 1959 году Кван прошла пробы и была выбрана продюсером Рэйем Старком для главной роли в его картине «Мир Сьюзи Вонг» Не имея при этом никакого актёрского опыта, её было довольно тяжело удержаться на этой роли, так как создатели картины стали рассматривать ей замену в лице актрисы Франс Нуйен. По просьба Старка, Кван была отправлена в США, где обучалась в актёрской школе в Голливуде, и после ещё ряда перипетий с руководителями студии «Paramount», Кван всё же получила роль. После выхода картины на киноэкраны Кван в миг стала популярной. В 1960 году она, наряду с Иной Бэйлин и Хэйли Миллс, была удостоена премии «Золотой глобус» как одна из самых многообещающих актриса года. Год спустя, на волне успеха предыдущей работы, Кван появилась в главной роли в мюзикле «Песня барабана цветов», первом голливудском фильме полностью состоящем из азиатских актёров.
В 1962 году во время работы над её третьем фильмом «Главный аттракцион», съёмки которого проходили в австрийских Альпах, Кван познакомилась с владельцем туристической гостиницы Питером Поком, и спустя несколько недель вышла за него замуж. Вскоре у пары родился сын, но из-за частый съёмок и разъездом матери, они виделись довольно редко. В 1969 году на съёмках фильма «Команда разрушителей» актриса познакомилась с Брюсом Ли, с которым у неё завязались дружеские отношения, продолжавшиеся вплоть до его смерти.
В 1970 году, спустя два года после развода с Поком, актриса вышла замуж за голливудского сценариста Дэвида Гиллера. В том же году она с сыном вернулась с Гонконг, в связи с тем, что её отец был тяжело болен. Кван планировала там задержаться на год, по в итоге провела там семь лет. За это время она развелась со старым супругом и основала в Гонконге собственную продюсерскую компанию.
В 1979 году она с сыном и третьим мужем, режиссёром Норбертом Майзелем, вернулась в США, где стала работать на телевидении. Её сын также занялся актёрской карьерой, став при этом мастером боевых искусств и каскадёром В дальнейшие годы своей актёрской карьеры на телевидении, Кван появилась в качестве гостьи в ряде телесериалов, среди которых «Остров фантазий», «Тихая пристань», «Команда „А“» и «Скорая помощь». В 1993 году актриса сыграла одну из ключевых ролей в полубиографическом фильме «Дракон: История жизни Брюса Ли». В 1996 году в возрасте 33 лет от СПИДа умер её сын Бернард, после чего актриса стала принимать участие в различных благотворительных акциях, направленных на информирование масс о данном заболевании. В 1990-е она также периодически появлялась в телевизионных рекламных роликах, демонстрируя косметику.
В настоящее время Нэнси Кван проживает в Лос-Анджелесе, где является пресс-секретарём в азиатско-американской коалиции, созданной в 1986 году для поддержки азиатских актёров в США.

## Награды
- Золотой глобус 1960 — «Самая многообещающая актриса»